# Niederländische Stiftung für Literatur
Die Niederländische Stiftung für Literatur (niederländische Bezeichnung „Nederlands Letterenfonds“) mit Sitz in Amsterdam unterstützt Autoren und Übersetzer und macht niederländische Literatur im Ausland bekannt.
Die Stiftung ist am 1. Januar 2010 durch den Zusammenschluss der Stiftungen Fonds voor de Letteren („Literaturstiftung“) und Nederlands Literair Productie- en Vertalingenfonds („Niederländische Stiftung für Produktion und Übersetzung von Literatur“) entstanden. Im Jahr 2010 hatte die Stiftung 10 Millionen Euro an staatlichen Zuschüssen vom niederländischen Ministerium für Bildung, Kultur und Wissenschaft erhalten.
Stiftungsdirektor ist Henk Pröpper.